# All Time Best ハタモトヒロ
『All Time Best ハタモトヒロ』（オールタイムベスト ハタモトヒロ）は、秦基博のオールタイム・ベスト・アルバム。2017年6月14日にユニバーサルミュージックより発売。

## 概要
- 5枚目のアルバム『青の光景』のリリースから、1年6ヶ月ぶりのアルバム。
- 秦基博のデビュー10周年を記念して発売された。秦の作品としては、初のオールタイム・ベスト・アルバムとなる。
- 初回限定盤（2CD+DVD・Blu-ray）、通常盤（2CD）、はじめまして盤（CD）の3形態で発売された。このうち、はじめまして盤は、初回盤・通常盤の収録曲から選曲された13曲に加え、前者には未収録である「聖なる夜の贈り物」「Rain」の2曲が追加した全15曲が収録された “入門編” となっている。
- 初回限定盤には、2006年から2016年までのミュージック・ビデオを収録した『BEST MUSIC CLIPS 2006-2016』がDVD及び、Blu-ray Discの2タイプでそれぞれ付属されている。
- 収録楽曲は、デビュー時に在籍していたBMG JAPANとそれまで在籍していたソニーミュージックのレーベルであるアリオラジャパンからリリースされた音源のもので全曲構成されている。所属事務所であるオフィスオーガスタをユニバーサルミュージックが買収したため、移籍前のレーベルからの既発音源のみのベストアルバムが移籍後のレーベルからリリースされる異例の事態となった。その上、秦にとってはユニバーサル移籍後初のアルバムともなった。

## チャート成績
- 発売から1週目で売上数10万枚を突破しゴールド認定を獲得した。

## 収録曲

### 通常盤・初回限定盤

#### DISC1
1. シンクロ
  - 初出：1stシングル（2006年11月8日）
  - TBS系『COUNT DOWN TV』2006年11月度オープニングテーマ
  - スペースシャワーTV2006年11月度POWER PUSH選出曲
  - WOWOWドラマW『真夜中のマーチ』主題歌
  - 全国FM局が選定するパワープレイを43局で獲得し、当時のパワープレイ獲得数新記録曲となった。
2. 僕らをつなぐもの
  - 初出：1stミニアルバム『僕らをつなぐもの』（2007年3月7日）
  - 日本テレビ系ドラマスペシャル『セレンディップの奇跡』主題歌
3. 鱗（うろこ）
  - 初出：2ndシングル（2007年6月6日）
  - 日本テレビ系夏ドキュ!『テージセー 〜1461日の記憶〜』イメージソング
4. 青い蝶
  - 初出：3rdシングル（2007年9月12日）
5. キミ、メグル、ボク
  - 初出：4thシングル（2008年4月23日）
  - CBC・TBS系アニメ『イタズラなKiss』オープニングテーマ
  - 大塚製薬POCARI SWEAT presents 日本テレビ系列全国25局ネット番組『ブカツの天使』九州エリア応援ソング
6. 虹が消えた日
  - 初出：5thシングル（2008年6月4日）
  - 松竹系公開映画『築地魚河岸三代目』主題歌
  - 朝日放送・テレビ朝日系番組『熱闘甲子園』2008年度最終日エンディングテーマ
  - この曲で、テレビ朝日系『ミュージックステーション』に初出演した。
7. フォーエバーソング
  - 初出：6thシングル（2008年10月8日）
  - 日本テレビ系『スッキリ!!』2008年10月度エンディングテーマ
  - 日本テレビ系『音楽戦士 MUSIC FIGHTER』2008年10月度POWER PLAY
  - オリコンウィークリーチャートで、シングル初となるトップ10入りを果たした。
8. 朝が来る前に
  - 初出：7thシングル（2009年1月21日）
  - テレビ東京系『JAPAN COUNTDOWN』2009年1月度エンディングテーマ
  - TOKYO FM『クロノス』エンディングテーマ
  - オリコンで10位を突破し5位まで持ち込んだ。
9. Halation
  - 初出：8thシングル（2009年8月12日）
  - 朝日放送・テレビ朝日系『全国高校野球選手権大会中継』『熱闘甲子園』『速報!甲子園への道』各2009年度テーマソング
10. アイ
  - 初出：9thシングル（2010年1月13日）
  - テレビ宮崎『UMKスーパーニュース』エンディングテーマ
  - 『朝が来る前に』に続き、このシングルもオリコン5位になった。
11. 透明だった世界
  - 初出：10thシングル（2010年8月11日）
  - テレビ東京系アニメ『NARUTO -ナルト- 疾風伝』オープニングテーマ
12. メトロ・フィルム
  - 初出：11thシングル（2010年9月8日）
13. 水無月
  - 初出：12thシングル（2011年6月15日）
  - テレビ神奈川『saku saku』 2011年6月度エンディングテーマ

#### DISC2
1. エンドロール
  - 初出：1stEP『エンドロールEP』（2012年2月8日）
2. Dear Mr. Tomorrow
  - 初出：13thシングル（2012年10月31日）
  - テレビ東京系『ワールドビジネスサテライト』エンディングテーマ
3. 初恋
  - 初出：14thシングル『初恋/グッバイ・アイザック』（2013年1月16日）
  - 「マチュピチュ『発見』100年 インカ帝国展 福岡展」公式イメージソング
4. グッバイ・アイザック
  - 初出：14thシングル『初恋/グッバイ・アイザック』（2013年1月16日）
  - 読売テレビ･日本テレビ系アニメ『宇宙兄弟』エンディングテーマ
5. Girl
  - 初出：4thアルバム『Signed POP』（2013年1月30日）
  - ヨコハマタイヤ『BluEarth』（ブルーアース）2013年CMソング
  - 読売テレビ・日本テレビ系木曜ドラマ『恋がヘタでも生きてます』主題歌
  - 2013年間 USEN HIT J-POPランキングで1位を記録した。
  - 2017年5月3日に22枚目のシングルとしてリカットされた。
6. 言ノ葉
  - 初出：15thシングル（2013年5月29日）
  - 東宝系アニメーション映画『言の葉の庭』イメージソング
7. ダイアローグ・モノローグ
  - 初出：16thシングル（2014年4月23日）
  - オリコンチャートデイリーランキングで、自己最高の2位を記録した。
8. ひまわりの約束
  - 初出：17thシングル（2014年8月6日）
  - 東宝系3DCGアニメ映画『STAND BY ME ドラえもん』主題歌
  - NTT西日本 フレッツ光「突然やってくる」篇 CMソング
  - ロングヒットとなり、自身最大のヒット曲となった。
9. 水彩の月
  - 初出：18thシングル（2015年6月3日）
  - 映画『あん』主題歌
10. Q & A
  - 初出：19thシングル（2015年9月9日）
  - 松竹系映画『天空の蜂』主題歌
11. スミレ
  - 初出：20thシングル（2016年2月24日）
  - テレビ朝日系ドラマ『スミカスミレ 45歳若返った女』主題歌
12. 終わりのない空
  - 初出：21stシングル『70億のピース/終わりのない空』（2016年10月19日）
  - 映画『聖の青春』主題歌
13. 70億のピース
  - 初出：21stシングル『70億のピース/終わりのない空』（2016年10月19日）
  - テレビ朝日系『土曜プライム・土曜ワイド劇場』主題歌

#### DVD・Blu-ray『ALL MUSIC CLIPS 2006-2017』
1. シンクロ
2. 僕らをつなぐもの
3. 鱗（うろこ）-Director's Cut-
4. 青い蝶
5. キミ、メグル、ボク
6. 虹が消えた日
7. フォーエバーソング
8. 朝が来る前に
9. Halation
10. アイ
11. 透明だった世界
12. メトロ・フィルム
13. 水無月
14. エンドロール
15. Dear Mr. Tomorrow
16. 初恋
17. グッバイ・アイザック
18. Girl
19. 言ノ葉 -Makoto Shinkai / Director's Cut-
20. ダイアローグ・モノローグ
21. ひまわりの約束
22. 水彩の月
23. Q & A
24. スミレ
25. 70億のピース

### はじめまして盤
1. ひまわりの約束
2. 鱗（うろこ）
3. アイ
4. スミレ
5. Q & A
6. シンクロ
7. 朝が来る前に
8. 僕らをつなぐもの
9. グッバイ・アイザック
10. 透明だった世界
11. 水彩の月
12. Girl
13. 70億のピース
14. 聖なる夜の贈り物
  - 初出：5thアルバム『青の光景』（2015年12月16日）
  - ハウス『北海道シチュー』CMソング
  - ボーナス・トラックとして収録された。
15. Rain
  - 初出：15thシングル『言ノ葉』（2013年5月29日）
  - 東宝系アニメーション映画『言の葉の庭』エンディングテーマ
  - 大江千里の楽曲のカバー
  - ボーナス・トラックとして収録された。